# ارتفاعات آرام (فیلم)
ارتفاعات آرام (به انگلیسی: Pacific Heights) فیلمی محصول سال ۱۹۹۱ و به کارگردانی جان شلزینجر است. در این فیلم بازیگرانی همچون ملانی گریفیث، متیو موداین، مایکل کیتون، ماکو ایواماتسو، لاری میت کالف، نوبو مک‌کارتی، دوریان هاروود، تیپی هدرن، بورلی دی آنجلو، کارل لامبلی، شیلا مک‌کارتی، لوکا برکوویچی، جری هاردین، دن هدایا، گای بوید، نیکلاس پریور، تریسی والتر، اف.ویلیام پارکر، او-لن جونز، میریام مارگولیس، دی دبلیو موفت ایفای نقش کرده‌اند.